# Otto Loewi
Otto Loewi, nemško-ameriški nevroznanstvenik in farmakolog, * 3. junij 1873, Frankfurt ob Majni, Nemčija, † 25. december 1961, New York, Združene države Amerike.
Najbolj je znan po svoji raziskavi prenosa živčnih impulzov preko nevrotransmitorjev, za katero je dobil Nobelovo nagrado za fiziologijo in medicino, ki jo je delil z angleškim farmakologom Henryjem Dalom, ki mu je pomagal pri raziskavi.

## Biografija
Otto Loewi se je rodil 3. junija leta 1873 v Frankfurtu ob Majni v Nemčiji kot sin trgovca Jacoba Loewija in Ane Willstätter. Loewi je imel skozi svoje življenje lepe spomine na svoje otroštvo in leta šolanja. Želel je študirati umetnostno zgodovino, a se je na prepričanja staršev odločil za študij medicine. Šolal se je devet let med leti 1881 in 1891 na Univerzi v Strasbourgu, takrat še v Nemčiji. Tam je obiskoval tudi tečaje znanih profesorjev filozofije, kot so Gustav Schwalbe, Oswald Schmiedeberg in Bernhard Naunyn. Namesto predavanj medicine se je raje udeleževal predavanj filozofije, vse do leta 1894, ko je komaj opravil prvi izpite in zares vzljubil medicino. Predavanja so bila osredotočena okoli klasičnih (v smislu znanosti) jezikov med katerimi je bil poudarek na latinščini (celih prvih devet let) in grščini (kasnejših šest let). V času šolanja je zaradi tega dobil nenavaden pogled na vpliv učenja in znanja že v mladostnem obdobju, kar je imelo velik vpliv na njegovo osebnost, na njegov splošen odnos in pogled do življenja ter želje po učenju. Sam je povedal, da je imel pri literarnih predmetih boljše ocene v primerjavi z predmeti, kot so matematika in fizika. Loewi je v kasnejših letih izkazal zelo širok spekter znanja in interesov, za nekoga, ki se je osredotočil na določen del znanosti. Leta 1896 je na univerzi tudi doktoriral.
Po končanem študiju je nadaljeval tečaj anorganske analitične kemije pri Martinu Freundu v Frankfurtu in nato nekaj mesecev delal na biokemijskem inštitutu Franza Hofmeistra v Strasbourgu. Med letoma 1897-1898 je bil asistent Carla von Noordena, na klinika v mestni bolnišnici v Frankfurtu. Kmalu po tem, ko je videl visoko smrtnost v nešteto primerih daleč napredovale tuberkuloze in pljučnice, ter paciente, ki so zaradi pomanjkanja terapije ostali brez zdravljenja, se je odločil zapustiti kliniko in se namesto tega posvetil izvajanju raziskav na področju medicinske znanosti, zlasti farmakologije. Leta 1898 je postal asistent profesorja Hansa Horsta Meyerja, znanega farmakologa na Univerzi v Marburgu. Kljub temu, da je bil priznan za vse njegove dosežke v znanosti, se je njegova kariera znanstvenika začela prav v Marburgu, na področju presnove. Od leta 1900 do 1905 je Loewi napredoval na položaj predavatelja, objavil svoj članek o sintezi beljakovin v živalskem telesu (ta članek je bil eden izmed bistvenih odkritij glede prehrana), pomagal pri raziskavah v laboratoriju Ernesta Starlingsa v Londonu, kjer je spoznal Henryja Dalea, ki mu je kasneje pomagal pri raziskavi, za katero je osvojil Nobelovo nagrado, in začel delati na Univerzi v Gradcu v Avstriji, kjer je ostal vse do leta 1938. Leta 1905 je Loewi postal izredni profesor v Meyerjevem laboratoriju in prejel avstrijsko državljanstvo. Leta 1909 pa je bil imenovan za predstojnika farmakologije v Gradcu.
Leta 1908 se je poročil z Gido Goldschmiedt (1889-1958). Imela sta tri sinove in hčer. Bil je zadnji Jud, ki ga je univerza najela med letoma 1903 in koncem svetovne vojne.
Druga svetovna vojna je skrajšala Loewijevo kariero. Bil je aretiran, skupaj z svojima sinovoma, v noči nemške invazije na Avstrijo. Novica o njegovi aretaciji je prišla vse do mednarodnega kongresa v Zürichu, kjer so znanstveniki in prijatelji naredili ugovor in zahtevali njegovo osvoboditev. 11. marca 1938 je bil izpuščen pod pogojem, da se odpove vsemu premoženju, vključno z raziskavami in jih preda nacistom. To leto je prispel v London z Dalom, kjer je živel nekaj tednov preden je dobil ponudbo za delo na Kolidžu Nuffield v Oxfordu. Loewi se je leta 1940 preselil v ZDA, kjer je postal profesor raziskav na Medicinski fakulteti na Univerze v New Yorku. Leta 1946 je postal naturaliziran državljan ZDA. Čeprav so njegova največja odkritja nastala v Evropi, je ostal aktiven v svoji stroki. Posvetil se je tudi svojim strastem iz otroštva in užival v glasbi in literaturi »novega sveta«. Leta 1954 je bil sprejet za tujega člana Kraljeve družbe iz Londona. Umrl je v New Yorku 25. decembra 1961. Pokopan je bil na pokopališču izven njegovega laboratorija v Woods Holeu. V svojih zadnjih letih se je Loewi posvečal iskanju navdiha iz umetnin vseh zvrsti: likovne, pesniške, glasbene, tudi v različnih dejavnostih, kot so plezanje, prijateljstvu in biologiji.
Kmalu po Loewijevi smrti konec leta 1961 je njegov najmlajši sin podelil zlato Nobelovo medaljo Kraljevemu društvu v Londonu. Leta 1983 je Nobelovo diplomo podelil Univerzi v Gradcu v Avstriji, kjer trenutno prebiva, skupaj z bronasto kopijo doprsnega kipa Loewija. Izvirnik doprsnega kipa je v morskem biološkem laboratoriju v Woods Holeu v Massachusettsu, Loewijevem poletnem domu od njegovega prihoda v ZDA do njegove smrti.

## Dosežki
1900 - postane predavatelj v Marburgu, kot rezultat njegovih del o delovanju florizina, glukozida, ki povzroča glikozurijo in o presnovi nukleonov pri človeku.
1902 - objavi članek Über Eiweiss-synthese im Tierkörper (o sintezi beljakovin v živalskem telesu), ki dokazuje, da so živali sposobne obnoviti svoje beljakovine iz svojih razgrajenih produktov, aminokislin. Tega leta tudi objavi članek o eksperimentalnih prispevkih k fiziologiji in farmakologiji o delovanju ledvic.
1905 – dokaže, da prednost fruktoze in ne glukoze ni značilno le za pankreatktomiziane pse, kot je pred njim dokazal Minkowski, ampak tudi za pse, ki jim je glikogen odvzet z drugimi sredstvi, npr. z zastrupitvijo s fosforjem. Poleg tega je tudi dokazal, da srce v nasprotju z jetri ne more uporabljati fruktoze.
Tega leta je bil tudi objavljen članek o raziskavi vegetativnega živčnega sistema, pri katerem mu je pomagal Alfred Fröhlich. Najbolj znan rezultat teh študij pa je ugotovitev, da majhni odmerki kokaina okrepijo odziv simpatično inerviranih organov na epineferin in stimulacijo simpatičnega živca.
Postane tudi profesor v Meyerjevem laboratoriju.
1909 - imenovan za predstojnika za farmakologijo v Gradcu.
1921 - raziskoval, kako se vitalni organi odzivajo na kemično in električno stimulacijo in ugotovi, njihovo relativno odvisnost od adrenalina za pravilno delovanje. Posledično je spoznal, kako se živčni impulzi prenašajo s kemičnimi selci. Prvi kemični nevrotransmitor, ki ga je identificiral, je bil acetilholin.
1936 – skupaj z Henryjem Daleom si prisluži Nobelovo nagrado za odkritje živčnih prenašalcev, ki so povezani z kemičnim prenosom živčnih impulzov.

## Nobelova nagrada
Na začetku 20. stoletja je bilo znano, da se signali živčnega sistema prenašajo s pomočjo električnih impulzov. Vendar ni bilo jasno, ali signale prenašajo tudi kemične snovi.
Leta 1921 je Otto v sanjah dobil idejo za eksperimentalno metodo, ki bi preverila ali spojina sproži pošiljanje signala po živcu ali pa živčni signal povzroča izločanje spojine kot način za prenašanje sporočila prek sinapse do tkiva. Vedel je, da, če žabje srce po odstranitvi iz telesa hranimo v solni raztopini, ta nekaj časa še vedno utripa. Pripravil je točno tak poskus, z žabjim srcem in dražil živec, ki bi upočasnil srčni utrip. Loewi je nato odstranil to srce in v isto tekočino položil drugega, ki mu je prej odstranil vse živce. Srčni utrip drugega srca se je spontano upočasnjeval.
Dokazal je, da je prvo srce prejelo acetilholin iz živca in da je ista spojina ostala v solni raztopini ter vplivala na drugo srce brez živcev. Skrivnost sinapse je bila razrešena: signali se prek drobnih presledkov prenašajo s kemičnimi spojinami, imenovanimi nevrotransmitorji ali živčni prenašalci. Acetilholin in adrenalin sta bila prva izmed številnih, ki so jih odkrili kasneje.
Priložnost mu je bila res naklonjena, sreča pa je igrala njeno mistično vlogo, če bi Loewi izvedel svoj poskus v drugem času dneva, leta ali na drugi vrsti žabe, rezultati morda ne bi bili prepričljivi. V nekoliko drugačnih okoliščinah bi se acetilholin hitro presnavljal s holinesterazo, preden bi lahko prišel v drugo srce. Pomemben je bil čas dneva in letni čas. Izkazalo se je, da je Loewi v gluhi noči, zaradi sanj, izvedel popoln poskus v popolnem času v dnevnem krogu žab.
Tako si je Otto leta 1936 z odkritjem živčnih prenašalcev skupaj s Henryjem Daleom prislužil Nobelovo nagrado za odkritje v zvezi s kemičnim prenosom živčnih impulzov.